# Jakomin
Jakomin je priimek v Sloveniji, ki ga je po podatkih Statističnega urada Republike Slovenije na dan 1. januarja 2010 uporabljalo 312 oseb.

## Znani nosilci priimka
- Dušan Jakomin (1925—2015), duhovnik, glasbenik, zborovodja, etnolog, publicist
- Feruccio Jakomin (1930—1958), pesnik
- Igor Jakomin (*1970), prometni strokovnjak in politik (drž.sekretar)
- Iztok Jakomin (*1962), policist, veteran vojne za Slovenijo
- Jožef Jakomin (1918—1985), generalpodpolkovnik JLA
- Livio/Livij Jakomin (*1940), prometni (pomorski) strokovnjak, logistik, univ. profesor, politik in diplomat
- Marko Jakomin (1967—2011), matematik, strojnik, letalec, zmajar
- Saša Jakomin (*1973), nogometaš
- Tomaž Jakomin, kirurg